# チケットプロ・ドーム
チケットプロ・ドーム（アフリカーンス語: 英語: Ticketpro Dome）は、南アフリカ共和国ハウテン州ヨハネスブルグ市都市圏にある屋内スタジアム。

## 概要
収容人数は18,000人。1999年のアフリカ競技大会のために建設され、1997年にこけら落とし。ヨハネスブルグ国際空港から車で35分の位置にある。
2007年7月7日のLive Earthの会場のひとつでもあった。